# Свежий ветер. Волга
«Све́жий ве́тер. Во́лга» — пейзаж русского художника Исаака Левитана (1860—1900), оконченный в 1895 году. Принадлежит Государственной Третьяковской галерее (инв. 1488). Размер — 72 × 123 см (по другим данным, 74 × 126,3 см). Полотно «Свежий ветер. Волга» относят к серии «жизнеутверждающих, бодрых произведений» Левитана 1895—1897 годов, в которую, кроме него, включают картины «Март» (1895), «Золотая осень» (1895), «Весна — большая вода» (1897) и другие.
Исследователи творчества Левитана полагают, что замысел картины родился у художника во время его поездки на Верхнюю Волгу в 1890 году. Левитан работал над полотном несколько лет: первый вариант был датирован 1891 годом, а окончательная версия была готова в 1895 году. Картина экспонировалась на 24-й выставке Товарищества передвижных художественных выставок («передвижников»), открывшейся в феврале 1896 года в Санкт-Петербурге, а в марте того же года переехавшей в Москву. В том же году её приобрёл у автора меценат и коллекционер Михаил Морозов. В 1910 году по завещанию Морозова картина была передана в Третьяковскую галерею.
Искусствовед Алексей Фёдоров-Давыдов писал, что эта картина передаёт «праздничную картину бытия», в ней «всё полно жизни, её весёлого и сильного дыхания, её ритма, который выражает этот свежий ветер среди водного простора». По словам искусствоведа Фаины Мальцевой, Левитану удалось выбрать «мотив, в котором могучая красота волжского пейзажа раскрывалась во всём своём сверкающем блеске». Искусствовед Владимир Круглов отмечал, что на картине «Свежий ветер. Волга» представлена «великая река-труженица», за которой «видна вся Россия — какой она скоро вступит в XX век».

## История

### Предшествующие события и работа над картиной

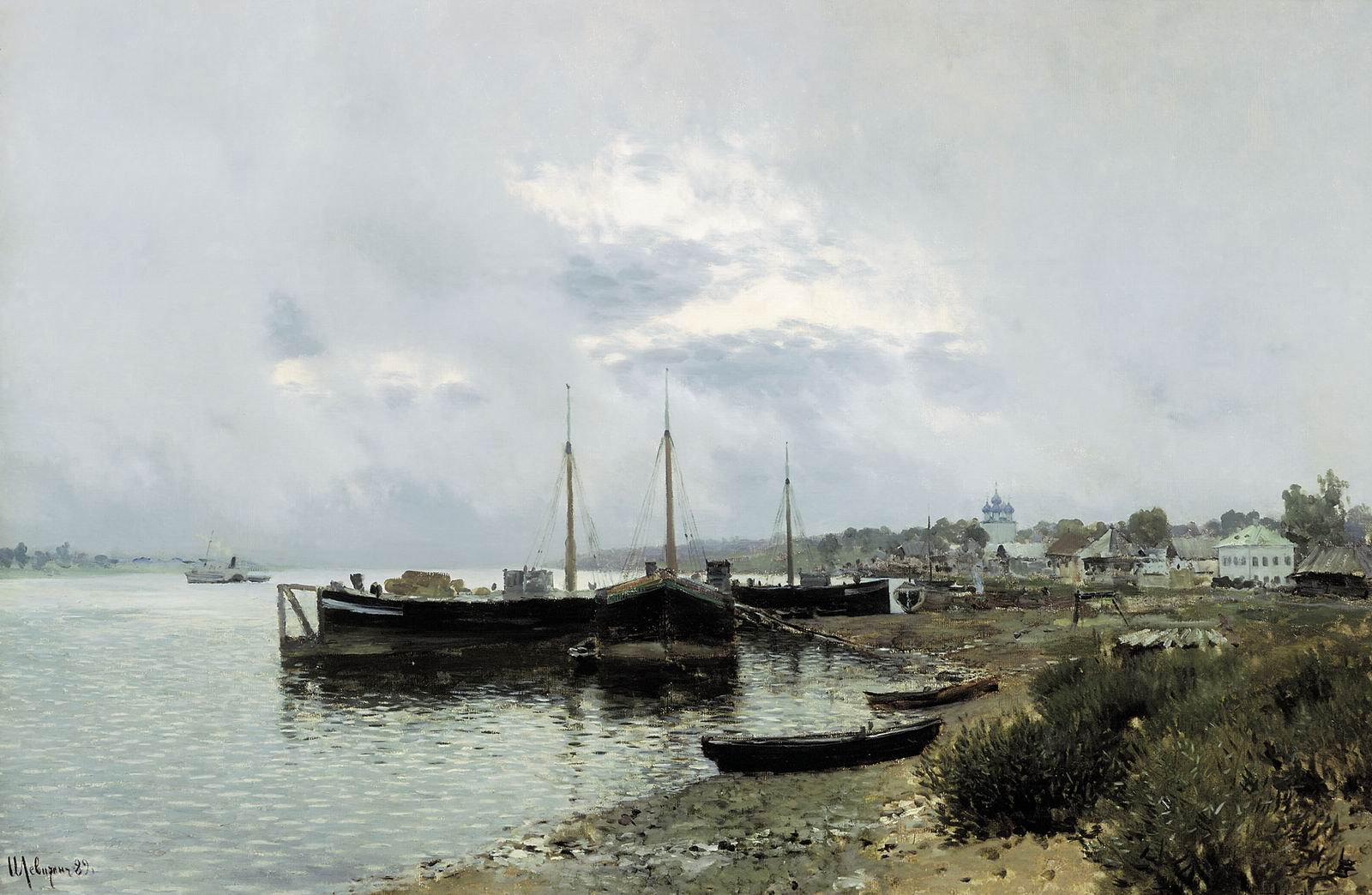
И. И. Левитан. После дождя. Плёс (1889, ГТГ)

Исаак Левитан ездил на Волгу четыре года подряд — с 1887-го по 1890-й. Первое впечатление художника от великой русской реки было близко к разочарованию — в 1887 году он писал Антону Чехову: «Ждал я Волги, как источника сильных художественных впечатлений, а взамен этого она показалась мне настолько тоскливой и мёртвой, что у меня заныло сердце и явилась мысль, не уехать ли обратно?» Тем не менее впоследствии ситуация изменилась: «Волга „одолела“ Левитана, и Левитан „одолел“ Волгу». По впечатлениям от волжских поездок им были созданы такие известные пейзажи, как «Вечер на Волге» (1888), «Вечер. Золотой Плёс» (1889), «После дождя. Плёс» (1889) и другие. В своих волжских работах Левитан часто изображал лодки, баржи, плоты, буксиры и пароходы.
В 1890 году Левитан провёл на Волге лето и осень, побывав за это время в Плёсе, Юрьевце и Кинешме; вместе с ним была его спутница, художница Софья Кувшинникова. Исследователи творчества Левитана полагают, что замысел картины «Свежий ветер. Волга» родился у художника во время этой поездки, когда он находился в Плёсе (по другим данным, во время поездки из Плёса в Рыбинск или сразу же после возвращения из Рыбинска). Искусствовед Владимир Круглов сформулировал это так: «По свидетельству Кувшинниковой, полотно было задумано в 1890 году под впечатлением поездки в Рыбинск». В частности, 1890-м годом датируют небольшой этюд к будущей картине, написанный маслом по дереву.
По-видимому, первый вариант картины «Свежий ветер. Волга» был написан в 1891 году — это подтверждается полустёртой первоначальной датой «91» в подписи художника, которая впоследствии была заменена на «95». О том, что Левитан работал над картиной в течение нескольких лет, также свидетельствует характер живописи, содержащей неоднократные повторные прописки по изначальному красочному слою.

### Выставки 1896 года и продажа картины

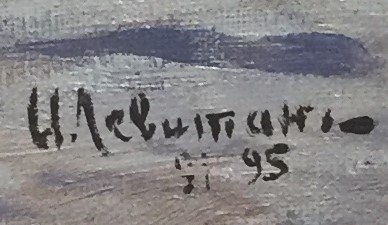
Подпись Левитана в правом нижнем углу картины «Свежий ветер. Волга» (дата «91» полустёрта и заменена на «95»)

Картина была закончена в 1895 году. Вместе с девятью другими произведениями Левитана, среди которых были «Март», «Золотая осень», «Сумерки», «Папоротники в бору», «Ненюфары» и другие, полотно «Свежий ветер. Волга» (под названием «Волга, ветрено», «Волга — ветрено» или «Волга — ветрено!») экспонировалось на 24-й выставке Товарищества передвижных художественных выставок («передвижников»), открывшейся 11 февраля 1896 года в Санкт-Петербурге, а в марте того же года переехавшей в Москву. Петербургская часть выставки проходила в здании Общества поощрения художеств, а московская — в помещении Московского училища живописи, ваяния и зодчества. По одним данным, картина в московской части выставки передвижников не участвовала, по другим — именно с выставки в Москве она была куплена у автора меценатом и коллекционером Михаилом Морозовым.
Представленные на выставке полотна Левитана были неоднозначно встречены критиками, при этом наибольшего внимания были удостоены «Свежий ветер» («Волга — ветрено») и «Золотая осень». В статье о XXIV передвижной выставке, опубликованной в журнале «Нива» (№ 13 от 13 апреля 1896 года), художник и искусствовед Игорь Грабарь утверждал, что такие вещи, как «Волга — ветрено», невозможно написать без серьёзного изучения натуры. Описывая своё впечатление от полотна, Грабарь отмечал, «как удивительно взято бледно-голубое небо с бегущими по нему разорванными облачками и как хороша скользящая поверхность Волги, на которой качаются, толкаясь одна о другую, барки». В заметке, вышедшей в журнале «Всемирная иллюстрация» (т. 55, № 1413 за 1896 год), литературный и художественный критик Владимир Чуйко похвалил Левитана за выбор сюжетов и своеобразную манеру письма, отличающуюся «особенной яркостью тонов и вообще колорита». При этом Чуйко отметил, что художник не только не боится резкости в очертаниях и цветах, но даже иногда злоупотребляет ей, как, например, на картине «Волга — ветрено», где изображены «такие чёрно-синие волны, которых не бывает даже на Ладожском озере». Анонимный автор, опубликовавший обзор выставки в газете «Новости дня» (№ 4596 от 27 марта 1896 года), по поводу этой картины написал, что «немного странно видеть волжскую воду под солнцем Адриатики». Тем не менее в большинстве рецензий произведения Левитана были оценены положительно, что, по словам искусствоведа Алексея Фёдорова-Давыдова, свидетельствовало «о наступившем признании таланта художника, своеобразия его творчества и его яркой индивидуальности».
Полотно «Свежий ветер. Волга» также было представлено на Всероссийской промышленной и художественной выставке, открывшейся 28 мая 1896 года в Нижнем Новгороде. Всего на нижегородской выставке, на которой побывал и сам Левитан, экспонировались восемнадцать его картин. Кроме произведений с передвижной выставки, в Нижнем Новгороде был представлен ряд левитановских работ конца 1880-х — начала 1890-х годов, так что фактически это был первый столь широкий ретроспективный показ творчества художника. Осенью и зимой 24-я передвижная выставка продолжила своё путешествие по другим городам Российской империи, побывав в Харькове (в октябре — ноябре), Киеве (в декабре — январе) и Туле (в январе — феврале). В выпущенном в Харькове каталоге выставки у названия «Волга — ветрено» стояла пометка «приобр[етено] И. А. Морозовым» — по-видимому, опечатка, поскольку картина была куплена не Иваном Морозовым, а его братом Михаилом.

### Последующие события
Первый владелец картины, Михаил Морозов, скончался в 1903 году. Через семь лет, в 1910 году, в соответствии с завещанием Морозова часть полотен из его коллекции была передана в Третьяковскую галерею его вдовой Маргаритой Морозовой. Среди подаренных картин, помимо «Свежего ветра», также были «Гадалка» и «Царевна-Лебедь» Михаила Врубеля, «Три царевны подземного царства» Виктора Васнецова, «Гаммерфест. Северное сияние» Константина Коровина, а также этюд Василия Сурикова «Голова боярыни Морозовой». Всего в коллекции Морозова было семь картин Левитана. Из них, помимо «Свежего ветра», ещё две попали в собрание Третьяковской галереи — «Весной в лесу» (1882) и «Ветреный день» (1898—1899, этюд для картины «Озеро»). В опубликованном в 1916 году «Каталоге художественных произведений городской галереи Павла и Сергея Третьяковых» картина «Свежий ветер. Волга» была указана под коротким названием «Волга» (она находилась в списке приобретений Совета галереи после кончины Павла Третьякова).

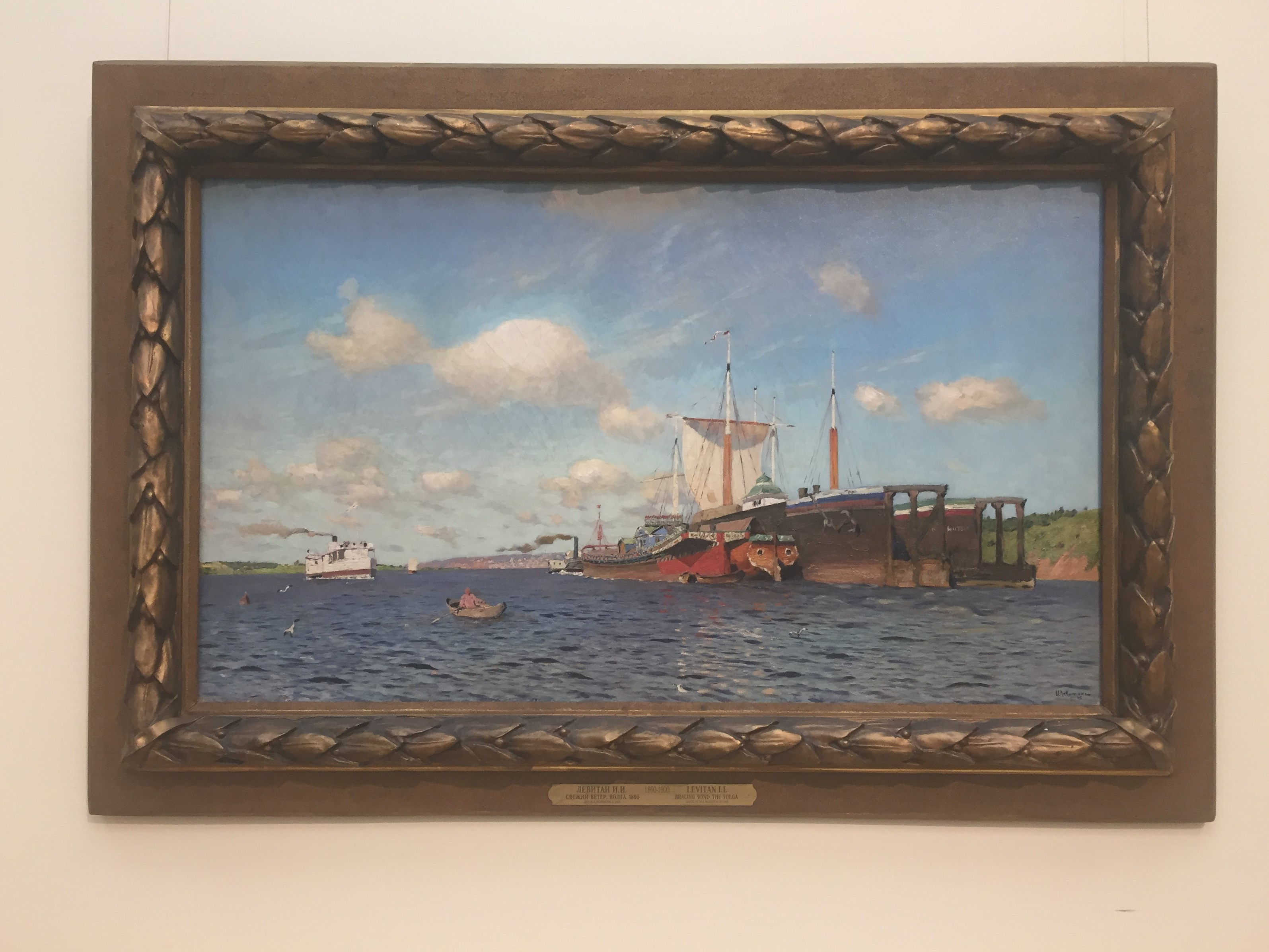
Картина «Свежий ветер. Волга» в Левитановском зале ГТГ

Впоследствии картина «Свежий ветер. Волга» экспонировалась на ряде выставок, в том числе на персональных выставках Левитана, состоявшихся в 1938 году в Государственной Третьяковской галерее в Москве и в 1939 году в Государственном Русском музее в Ленинграде, а также на юбилейной, посвящённой 100-летию со дня рождения художника выставке, проходившей в 1960—1961 годах в Москве, Ленинграде и Киеве. В 1971—1972 годах полотно принимало участие в приуроченных к столетию ТПХВ выставках «Передвижники в Государственной Третьяковской галерее» (Москва) и «Пейзажная живопись передвижников» (Киев, Ленинград, Минск, Москва). Оно также входило в число экспонатов юбилейных выставок к 150-летию со дня рождения Левитана, проходивших в корпусе Бенуа Русского музея (с апреля по июль 2010 года) и в Новой Третьяковке на Крымском Валу (с октября 2010 года по март 2011 года). В 2022 году картина «Свежий ветер. Волга» экспонировалась на выставке «Брат Иван. Коллекции Михаила и Ивана Морозовых», проходившей c июня по октябрь в Государственном музее изобразительных искусств имени А. С. Пушкина в Москве. В 2023 году левитановские пейзажи «Свежий ветер. Волга», «Весна — большая вода» и «На Волге» составили экспозицию выставки «Три шедевра Левитана в Чувашии», проходившей с октября по декабрь в Чувашском государственном художественном музее (Чебоксары).
Картина «Свежий ветер. Волга» также неоднократно экспонировалась в других странах Европы: в 1953 году — на проходившей в Берлине, Дрездене и Галле выставке «Советское и русское дореволюционное искусство», в 1954 году — на организованной в Будапеште выставке с тем же названием, в 1960 году — на выставке русской и советской живописи в Париже, в 1975—1976 годах — на проходившей в Лондоне и Глазго выставке «Шедевры пейзажной живописи из музеев СССР», в 1985 году — на выставке русской и советской живописи в Будапеште и Шальготарьяне, в 1991 году — на проходившей в Ханко выставке русской пейзажной живописи из ГТГ, а в 1999—2000 годах — на выставке произведений русских художников XIX века из ГТГ, состоявшейся в Мадриде и Бильбао.

## Описание
На картине изображена река Волга в солнечный ветреный день. Над рекой — голубое небо с бегущими по нему светлыми облаками, низко над водой летают белые чайки. В правой части на переднем плане находятся движимые буксиром самоходные баржи с мачтами, на одной из которых развевается крупный белый парус. На одной из барж — российский флаг, а на другой — персидский. По словам искусствоведа Софьи Пророковой, изображение этих двух триколоров является символом того, что Волга — «широкая международная магистраль, соединяющая Восток с Россией, большой торговый путь». Навстречу баржам движется белый пассажирский пароход. Из труб буксира и парохода тянутся полосы пара — по-видимому, суда приветствуют друг друга гудками. Также на переднем плане изображена лодка с одиноким гребцом, а вдалеке на заднем плане виден какой-то город. Пароход, изображённый на картине, — одноэтажный, того типа, что курсировали до начала 1890-х годов между Рыбинском и Нижним Новгородом. С 1872 года между Нижним Новгородом и Астраханью стали появляться двухэтажные пароходы, но в более верхнем течении их начали использовать только в 1890-х годах.
Фрагменты картины «Свежий ветер. Волга»
В картине использована «цветопись с чистыми и звучными красками и густым пастозным письмом». Группа барж содержит богатую гамму коричневых цветов разных оттенков — от зеленовато-коричневых до ярко-рыжих. Разнообразие цветов в этой группе расширено за счёт передачи росписей и украшений на корме и бортах расшивы. Звучные и красивые цвета использованы также при изображении синей воды с тёмными пятнами теней от волн и розово-лиловатыми рефлексами, включающими отражения барж и парусов. Яркими пятнами на фоне воды выделяются белый пароход и желтоватая лодка, в которой сидит человек в розовой рубахе. Берега исполнены в зелёных и песчаных тонах, а облака содержат розовато-фиолетовые оттенки. Всё это хорошо сочетается с цветом барж и бело-розовым парусом, тени на котором написаны с использованием голубоватых и коричневатых тонов. По мнению искусствоведа Алексея Фёдорова-Давыдова, в этом произведении присутствует «та же яркая и определённая красочность, то же цветовое блистание и та же тонкая разработка при ясной обозначенности каждого цвета, что и в „Золотой осени“, то же цветовое построение, основанное на сочетаниях и контрастах тёплых и холодных тонов».
Искусствовед Ольга Лясковская отмечала, что картина «Свежий ветер. Волга», в которой всё залито солнцем, «построена на сопоставлении интенсивных цветов, столь звучных в ветреный день: ярко-голубое небо, белые облака, вода цвета индиго, светло-красный борт расшивы в центре, белый тёплый парус, оранжевые трубы». По словам Лясковской, «картина чрезвычайно закончена; рисунок точен, объёмы тщательно моделированы», при этом объёмность предметов и их законченность во всех деталях «зависят от особенной прозрачности воздуха в ветреный день». Картина также служит одним из примеров влияния импрессионизма на творчество Левитана. Искусствовед Вячеслав Филиппов писал, что «широкий разворот пространства, могучее дыхание трудовой Волги, переданное с убеждающей пластической силой, делают картину „Свежий ветер. Волга“ ярким примером монументализированного импрессионистического пленэра».
Полотно отличается не только большой красочностью, но и разнообразием техники. Работая над картиной в несколько приёмов, Левитан делал неоднократные повторные прописки по сухому. Применение лессировок и полулессировок по белому грунту усиливает чистоту и интенсивность голубого тона неба. На большей части поверхности полотна красочный слой относительно тонок, так что видна структура холста. При этом по контрасту заметно выделяются массивные светлые корпусные прописки парохода, лодки и отдельных частей барж, а также мачт, чаек и облаков. Для повышения интенсивности цветов художник использовал киноварь и оранжевый кадмий. Рябь на воде передана чёткими мазками синего и лиловатого цветов на общем голубом фоне, а для отражения ярких цветов барж использованы красные, оранжевые, белые и синие мазки.

## Эскизы и этюды
В 1890 году Левитан написал небольшой живописный этюд для будущей картины «Свежий ветер. Волга» (дерево, масло, 9 × 16 см, частное собрание; по информации на 1966 год, он находился в собрании П. Н. Крылова). Написанный быстро и широко, этот этюд хорошо передаёт «общий колорит реки в ветреный солнечный день». В целом в этом этюде уже были намечены основные идеи построения будущего полотна — по словам искусствоведа Алексея Фёдорова-Давыдова, в окончательной версии Левитан «лишь несколько упорядочил композицию и добавил некоторые детали». Цвет красного дерева, на дощечке из которого написан этюд, «просвечивает сквозь жидко положенную краску мазков между ними и придаёт как бы общий тон всей красочной гамме». Ещё один живописный этюд для картины «Свежий ветер. Волга», на котором изображён одинокий гребец в лодке, хранится в собрании Новосибирского государственного художественного музея (первая половина 1890-х, холст, масло, 14,5 × 20 см, инв. Ж-840).
Живописные этюды к картине «Свежий ветер. Волга»
Ряд карандашных набросков для картины находится в альбоме Левитана с зарисовками 1890—1895 годов, который хранится в Государственной Третьяковской галерее (инв. 25233). Среди рисунков из этого альбома, исполненных графитным карандашом на бумаге, — эскиз «Свежий ветер. Волга» (9 × 15 см, инв. 25233/43 об.), а также рисунки «Кормовая часть баржи» (9 × 15 см, инв. 25233/40), «Мачта» (15 × 9 см, инв. 25233/43), «Баржи» (9 × 15 см, инв. 25233/44), «Пароход» (15 × 9 см, инв. 25233/30), «Верхняя часть мачты. Деталь баржи» (15 × 9 см, инв. 25233/39 об.), «Баржа с мачтами и буксиром» (9 × 15 см, инв. 25233/42 об.) и другие. Кроме того, к подготовительным материалам относится верхний из двух карандашных эскизов «На Волге. У берега (пейзаж с лодкой)» (8 × 14 см, ГТГ, инв. 5690). По словам Фёдорова-Давыдова, «зарисовки барж и их деталей интересны тем, насколько тщательно изучал Левитан натуру и стремился к точности воспроизведения изображаемых предметов, в данном случае барж».
Графические эскизы и этюды к картине «Свежий ветер. Волга» (1890—1895, ГТГ)

## Отзывы и критика
Художник Михаил Нестеров писал, что этюды и картины, привозимые Левитаном из его волжских поездок, поражали «совершенно новыми приёмами и большим мастерством». По словам Нестерова, к таким произведениям относился и этюд-картина «Ветреный день» «с нарядными баржами на первом плане», который дался художнику нелегко, но был в конце концов окончен после упорных трудов. Сравнивая «Ветреный день» с другими произведениями, Нестеров отмечал, что, «быть может, ни одна картина, кроме репинских „Бурлаков“, не даёт такой яркой, точной характеристики Волги».

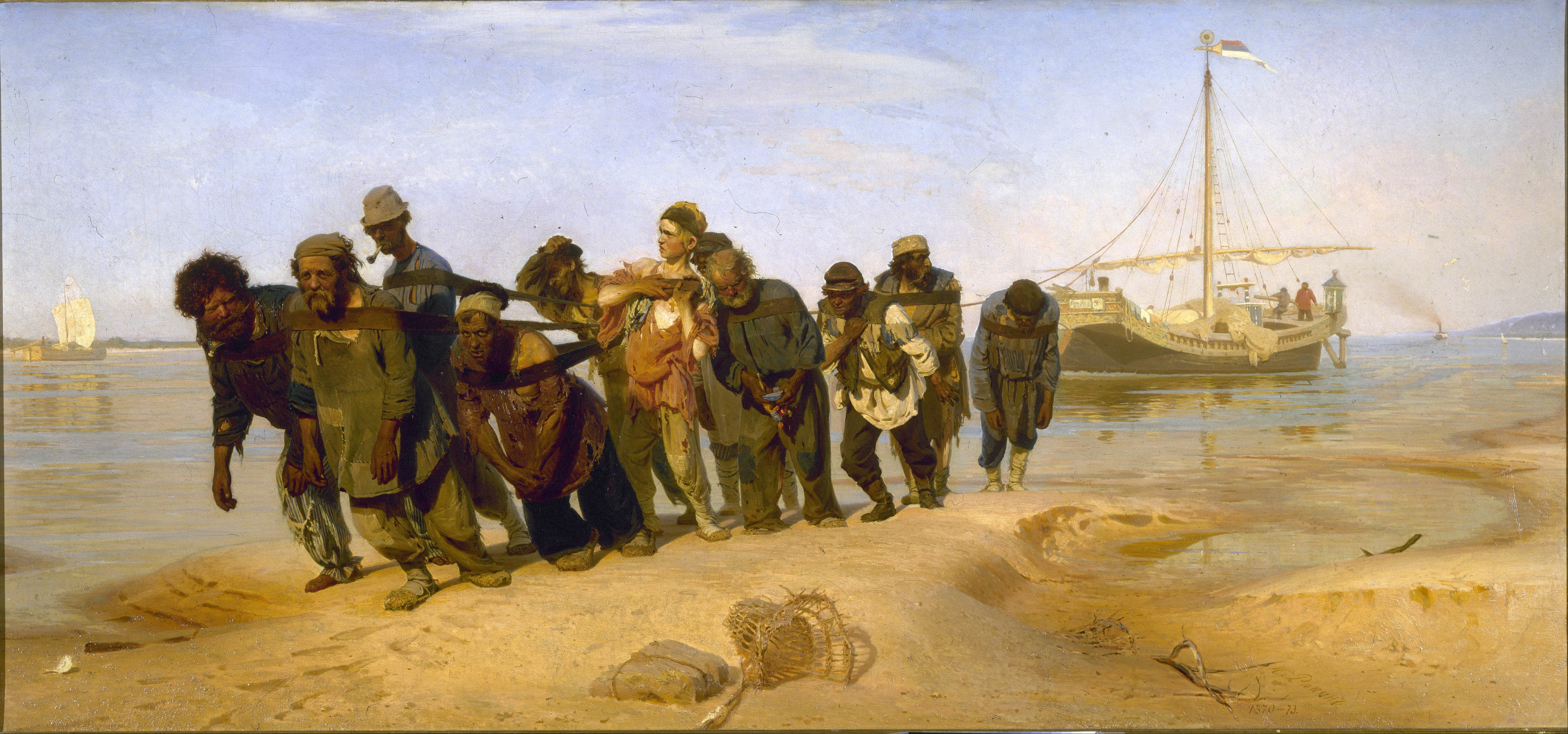
Илья Репин. Бурлаки на Волге (1872—1873, ГРМ)

Описывая свою поездку по Волге, состоявшуюся в 1958 году, художник Георгий Нисский вспоминал, что при приближении к Плёсу у него «захолонуло сердце»: хотя река и поднялась на несколько метров, изменилась набережная, но остался такой же жёлтый песок, как в те времена, когда здесь жил и работал Левитан. По словам Нисского, «сейчас на Волге бегают не такие суда, как в „Свежем ветре“, а самоходки, катера „Ракеты“, но Плёс всё тот же» — «осталась та же неповторимая красота русской природы, которую отдал нам в руки Левитан».
Во вступительной статье к альбому, посвящённому 100-летию со дня рождения Левитана, искусствовед Владимир Прытков писал, что в картине «Свежий ветер. Волга» у художника с наибольшей силой проявилась новая трактовка русской природы. По словам Прыткова, эта картина «вся овеяна дыханием свежего волжского ветра, разметавшего в небе облака, поднявшего сильную рябь на реке, вздувшего парус баржи». Динамичность композиции, движение в которой развёртывается «как в глубину картины, так и на зрителя», пёстрая и радостно-звучная окраска расшив, сверкающий белоснежный пароход и белокрылые чайки — всё это, по мнению Прыткова, «создаёт жизнеутверждающий, национально характерный образ великой русской реки, оживлённой деятельностью людей».

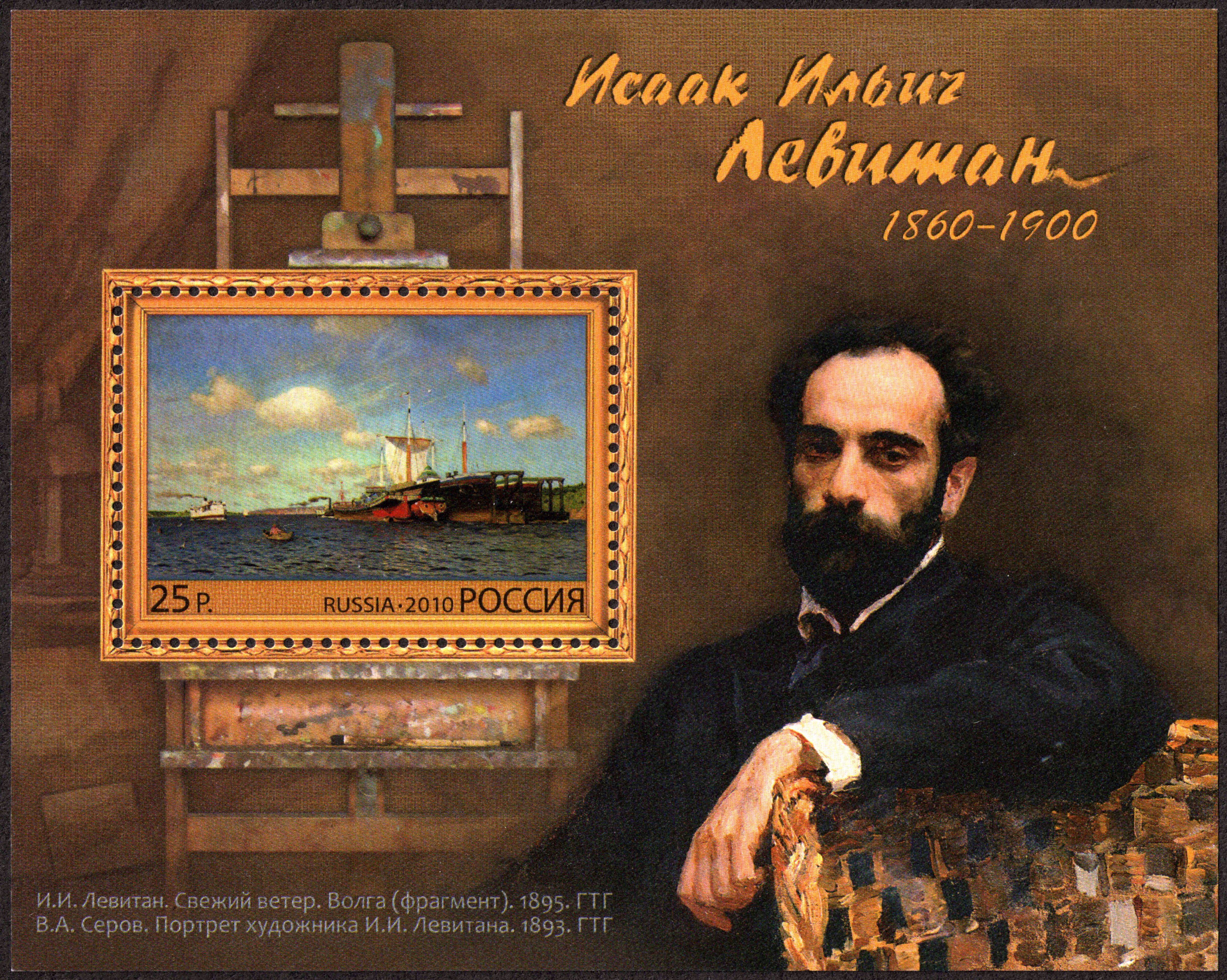
Почтовый блок, посвящённый 150-летию Левитана, на котором изображены картина «Свежий ветер. Волга» (1895) и портрет Левитана кисти Валентина Серова (1893, ГТГ)

В монографии о творчестве Левитана, вышедшей в 1966 году, искусствовед Алексей Фёдоров-Давыдов писал, что картина «Свежий ветер. Волга» представляет собой «образец длительного вынашивания замысла»: в отличие от относительно быстро написанного «Марта», художник несколько лет выдерживал «Свежий ветер» у себя в мастерской. Фёдоров-Давыдов отмечал, что это произведение передаёт «праздничную картину бытия», в нём «всё полно жизни, её весёлого и сильного дыхания, её ритма, который выражает этот свежий ветер среди водного простора». По словам исследователя, то, что художник отображает природу «не только в связи с жизнью людей», но и «в её современной кипучести», даёт возможность назвать это полотно «„индустриальным пейзажем“ эпохи Левитана».
Искусствовед Фаина Мальцева отмечала, что для картины «Свежий ветер» Левитану удалось выбрать «мотив, в котором могучая красота волжского пейзажа раскрывалась во всём своём сверкающем блеске». По словам Мальцевой, в отличие от более ранних волжских пейзажей в этом полотне «ярко выступает активное начало», а «ликующий образ природы» воспринимается «как призыв, зовущий вперёд». Исходя из этого, Мальцева полагала, что картину «Свежий ветер. Волга» следует причислять не к серии волжских пейзажей, показанных на передвижных выставках 1890—1891 годов, а к более позднему периоду творчества художника.
Относя полотно «Свежий ветер. Волга» к числу левитановских произведений, в которых проявляется «оптимистическая концепция жизни», искусствовед Виталий Манин писал, что в нём не только дано «изображение Волги и природы в целом», но и «схвачен образ жизни русского человека, характер российской действительности». По словам Манина, в этой картине «жизнь ощущается как движение, как постоянный круговорот энергии, в который вовлечены природа и люди». Манин отмечал, что в «Свежем ветре» автор не просто описывает пейзаж, а через него подводит зрителя к «овеществлённой идее блага», представляя природу как «общее благо, всеми разделяемое достояние».
Искусствовед Владимир Круглов писал, что картина «Свежий ветер. Волга» относится к числу тех произведений Левитана, которые годами стояли неоконченными в его мастерской — до тех пор, пока он не завершит на натуре проверку каких-либо деталей или колористических эффектов. Круглов отмечал «величественность и монументальность» полотна, а также «оттенок своеобразной „героизации“ в изображении кораблей» — и пароходов, и старинных расшив, и барж-тихвинок. По словам Круглова, на картине представлена «великая река-труженица», за которой «видна вся Россия — какой она скоро вступит в XX век». Круглов писал, что, «бросая прощальный взгляд на Волгу, в последний раз обращаясь к любимой теме, мастер создал яркий и ёмкий, общепонятный обобщённый образ реки и целой страны».

## Комментарии
1. ↑  Для датировки событий, происходивших в Российской империи, используется юлианский календарь («старый стиль»).